# Jacques Curie
Jacques Curie (n. 28 octombrie 1855, Paris, Franța – d. 19 februarie 1941, Montpellier, Franța) a fost un fizician francez, profesor de mineralogie la Universitatea din Montpellier. A fost fratele lui Pierre Curie, alături de care a făcut prima demonstrație a efectului piezoelectric în 1880. Este îngropat în cimitirul Saint-Lazare din Montpellier. 

## Biografie
În 1883, Jacques Curie a fost numit profesor de mineralogie la Universitatea din Montpellier. Această nominalizare marchează sfârșitul colaborării sale cu fratele său Pierre. A rămas la Montpellier până la moartea sa survenită în 1941, cu excepția anilor 1887-1889, perioadă petrecută în Algeria pentru a preda la Scoala de Știință din Alger. A devenit profesor de fizică abia în 1903, poziție pe care a păstrat-o până la pensionarea sa în 1925. Fiica lui, Madeleine, s-a căsătorit cu Jacques de Hauteclocque, văr primar al mareșalul Leclerc. Fiul său, Maurice Curie, a fost fizician. 

## Lucrări
Contribuția științifică majoră a lui Jacques Curie a fost descoperirea efectului piezoelectric, alături de fratele său Pierre, în 1880. Cei doi frați arau preparatori la Facultatea de Științe din Paris, sub conducerea lui Charles Friedel. Relatările asupra descoperirii îi atribuie doar un rol minor lui Jacques Curie. Cu toate acestea, nu există niciun indiciu asupra acestui fapt, Jacques având mai multă experiență decât fratele său Pierre în studiul piroelectricității. De fapt, este aproape imposibil să se discearnă în mod clar contribuțiile celor doi frați, deoarece aceștia și-au împărtășit în mod constant ideile. Potrivit lui Shaul Katzir, trebuie luat în considerare faptul că descoperirea reprezintă rodul contribuțiilor lor comune. 